# Natàlia Korjova
Natàlia Artiómovna Korjova (Наталья Артёмовна Коржова; Sarkand, Kazakhstan, 8 d'abril de 1958) és una política kazakh i dóktor nauk. Va ser ministra de Finances del govern del Kazakhstan.

## Restriccions al joc
El Consell de Seguretat del Kazakhstan va dictaminar el 13 de novembre de 2006 restringir el joc d'aposta organitzat al Kazakhstan a Khonaiev i Sxutxinsk a partir de l'1 de gener de 2007. La ministra Korjova va declarar que el parlament nacional està estudiant la possibilitat de prohibir els casinos fora d'aquestes dues ciutats i que els governadors regionals oferiran altres oportunitats econòmiques als propietaris de casinos a canvi que tanquin els seus negocis. El 12 de gener de 2007, el president Nursultan Nazarbàiev va signar una llei per la qual s'estableixen les «bases legals per a l'organització del negoci del joc al Kazakhstan», que restringeix el joc a la zona turística de Sxutxe-Burabai (en kazakh: Щучье-Бурабай; rus: Щучинско-Боровой) i a la riba dreta de l'embassament de Khonaiev després de l'1 d'abril de 2007. La llei obliga a tots els casinos a disposar de sistemes de videovigilància amb enregistraments que es conserven set dies després de l'enregistrament. Cada casino ha de tenir una llicència de joc i almenys 20 draps verds i 50 màquines d'escurabutxaques.

## Viatge a la Xina
Korjova va viatjar amb el viceprimer ministre Karim Massimov, el ministre de Transport i Comunicacions Serik Akhmetov i el ministre d'Energia i Recursos Minerals Bakhtikhoja Izmukhambetov a Pequín (la República Popular de la Xina) del 16 al 17 de novembre de 2006, en un esforç per impulsar les relacions bilaterals.

## Banc Euroasiàtic de Desenvolupament
El 21 de desembre de 2006, els Majilis van ratificar un acord amb el Banc Euroasiàtic de Desenvolupament (BDE). Korjova va elogiar l'acord per assegurar l'«estatus d'institució internacional» del BDE. El president rus, Vladímir Putin, i el president kazakh, Nursultan Nazarbàiev, van crear el BED el gener de 2006, finançat amb donacions russes per valor de 1.000 milions de dòlars i kazakhs per valor de 500 milions.